# Пуцыкович, Феофил Феофилович
Феофил Феофилович Пуцыкович (1843—1899) — российский педагог и научный писатель, автор большого количества учебников для народных школ по различным предметам (грамматике, истории, географии).

## Биография
Брат журналиста В. Ф. Пуцыковича. Учился в Литовской семинарии (1864—1968). Учился на юридическом факультете Санкт-Петербургского университета (1868—1869); исключён «за невнесение платы». Преподавал в Санкт-Петербургском Рождественском училище. Около 20 лет состоял городским учителем. В конце XIX века из его учебников имели наибольшее распространение «Братское слово», «Наша родина», «Краткая русская история», «Уроки русского правописания», «Русский букварь», «Русско-славянская азбука», «Практическая русская грамматика», «География для элементарных училищ», «Краткий курс русской грамматики для приготовительного класса средне-учебных заведений» (1897, 6-е издание), «Русские прописи». Для народного чтения им было составлено до 20 иллюстрированных брошюр под общим заглавием «Библейские рассказы» и до 40 брошюр по этнографии, под заглавием «Из народоведения».
Часть брошюр по этнографии с 1905 по 1908 года была переведена на тюрки татарским общественным деятелем Фатихом Карими.